# منزل حرف (إب)

تعديل مصدري - تعديل

منزل حرف هي إحدى قرى عزلة ريمان بمديرية إب التابعة لمحافظة إب، بلغ تعداد سكانها 709 نسمة حسب تعداد اليمن لعام 2004.